# بولي لولاينجولي مبومبو
بولي لولاينجولي مبومبو (1 يوليو 1995 بلجيكا - ) هو لاعب كرة قدم بلجيكي، يلعب كمدافع.

## وصلات خارجية
بولي لولاينجولي مبومبو على موقع الاتحاد الأوربي (الإنجليزية)
- بولي لولاينجولي مبومبو على موقع اتحاد تركيا (لاعب) (الإنجليزية)
- بولي لولاينجولي مبومبو على موقع إي إس بي إن إف سي (الإنجليزية)
- بولي لولاينجولي مبومبو على موقع قاعدة بيانات كرة القدم.إي يو (الإنجليزية)
- بولي لولاينجولي مبومبو على موقع ليكيب (الفرنسية)
- بولي لولاينجولي مبومبو على موقع Soccerbase.com (لاعب) (الإنجليزية)
- بولي لولاينجولي مبومبو على موقع Soccerway.com (الإنجليزية)
- بولي لولاينجولي مبومبو على موقع عالم كرة القدم.نت (الإنجليزية)
- بولي لولاينجولي مبومبو على موقع AS.com (الإسبانية)
- بولي لولاينجولي مبومبو على موقع GSA (الإنجليزية)